# پیتر پنری-جونز
پیتر پنری-جونز (انگلیسی: Peter Penry-Jones؛ ۱۹۳۸–۲۰۰۹) بازیگر اهل بریتانیا بود.
از فیلم‌ها یا مجموعه‌های تلویزیونی که وی در آن‌ها نقش داشته‌است، می‌توان به بازداشتگاه کلدیتز، آدمکشان میدسامر، سوپرمن ۴: در جستجوی صلح، و پوآرو اشاره نمود.